# Hôpital de l'île Royale
L'Hôpital de l'île Royale est un monument historique de Guyane situé sur l'île Royale qui est administrativement rattachée à la ville de Cayenne et située au large de Kourou.
Le site est classé monument historique par arrêté du 5 août 1980, modifié par arrêté du 27 juin 2000.